# トローイア
トローイア（Troia）は、人口7,462人のイタリア共和国プッリャ州フォッジャ県のコムーネの1つである。

## 歴史
最初は古代ローマの植民都市として「アイカ」（Aika）と呼ばれていた、後に「エチェ」（Ece）という名前に変わり、「Herdoniae」（現在のオルドーナ）、「Ausculum」（アスコリ・サトリアーノ）、「Arpi」（フォッジャ）、「Teanum Apulum」（サン・パオロ・ディ・チヴィターテ）などと一緒に社会経済的に大きな発展をした。町は1010年に、カルタゴ戦争以前の古代の集落の廃墟の上に出来た。ハインリヒ2世に包囲され、ノルマン人に征服された。町はアンジョイーニにより整備され、ブルボンによってより近代的になると、それらの君主国の没落まで信奉者がここに残った。